# Startin’ Fires
Startin' Fires — пятый студийный альбом американского кантри-певца Блейка Шелтона, вышедший 18 ноября 2008 года на лейбле Warner Bros. Nashville. Песня «She Wouldn't Be Gone» с этого диска стала 5-м хитом Шелтона, попавшим на № 1 в Billboard Hot Country Songs. Основным продюсером альбома был Скотт Хендрикс, а одну из песен Шелтон исполнил вместе с будущей супругой Мирандой Ламберт.

## Об альбоме
Релиз альбома Startin' Fires состоялся 18 ноября 2008 года на лейбле Warner Bros. Nashville. Основной хит «She Wouldn't Be Gone» стал для Шелтона его 14-м синглом, попавшим в Top 40 кантри-чарта (это произошло 7 февраля 2009 года) и 5-м попавшим на № 1 Billboard Hot Country Songs. Второй сингл с альбома «I’ll Just Hold On» вышел в феврале 2009 года и достиг 8-го места в кантри-чарте. Скотт Хендрикс стал продюсером почти всех (кроме двух) песен диска. Трек «This Is Gonna Take All Night» продюсировал Брент Браун (Brent Rowan), а песню «I Don’t Care» (которая взята с предыдущего альбома 2007 года Pure BS) была спродюсирована Бобби Бреддоком. Сам Шелтон был соавтором трека «Bare Skin Rug» вместе со своей будущей женой кантри-певицей Мирандой Ламберт, которая также там спела с ним дуэтом.
Альбом получил положительные и умеренные отзывы, например, от таких изданий как About.com, Entertainment Weekly, The 9513, Roughstock, AllMusic.

## Список композиций
| №                   | Название                                  | Автор(ы)                                    | Длительность |
| ------------------- | ----------------------------------------- | ------------------------------------------- | ------------ |
| 1.                  | «Green»                                   | George Teren, Craig Wiseman                 | 3:00         |
| 2.                  | «Good at Startin' Fires»                  | Sherrié Austin, Will Rambeaux, John Stephan | 3:02         |
| 3.                  | «She Wouldn't Be Gone»                    | Jennifer Adan, Cory Batten                  | 3:36         |
| 4.                  | «I'll Just Hold On»                       | Ben Hayslip, Troy Olsen, Bryant Simpson     | 4:00         |
| 5.                  | «100 Miles»                               | Chris Stapleton, Wiseman                    | 3:29         |
| 6.                  | «Never Lovin' You»                        | Kendall Marvel, Stapleton                   | 4:39         |
| 7.                  | «Country Strong»                          | Rhett Akins, Dallas Davidson, Hayslip       | 3:14         |
| 8.                  | «Home Sweet Home»                         | Akins, Davidson, Hayslip                    | 3:55         |
| 9.                  | «This Is Gonna Take All Night»            | Chris DuBois, Ashley Gorley                 | 3:17         |
| 10.                 | «Here I Am»                               | Dean Dillon, Blake Shelton                  | 3:52         |
| 11.                 | «I Don't Care»                            | Casey Beathard, Dillon                      | 3:53         |
| 12.                 | «Bare Skin Rug» (дуэт с Мирандой Ламберт) | Miranda Lambert, Shelton                    | 3:47         |
| Общая длительность: | Общая длительность:                       | Общая длительность:                         | 43:44        |

## Позиции в чартах

### Альбом
| Чарт (2008)                     | Высшая позиция |
| ------------------------------- | -------------- |
| US Billboard 200                | 34             |
| US Billboard Top Country Albums | 7              |

### Синглы
| Год                       | Сингл                  | Высшая позиция | Высшая позиция | Высшая позиция |
| Год                       | Сингл                  | US Country     | US             | CAN            |
| ------------------------- | ---------------------- | -------------- | -------------- | -------------- |
| 2008                      | «She Wouldn't Be Gone» | 1              | 43             | 70             |
| 2009                      | «I'll Just Hold On»    | 8              | 76             | —              |
| «—» не участвовал в чарте |                        |                |                |                |

## Релизы
| Регион | Дата                |
| ------ | ------------------- |
| США    | 18 ноября 2008 года |